# Constantinos Daskalakis

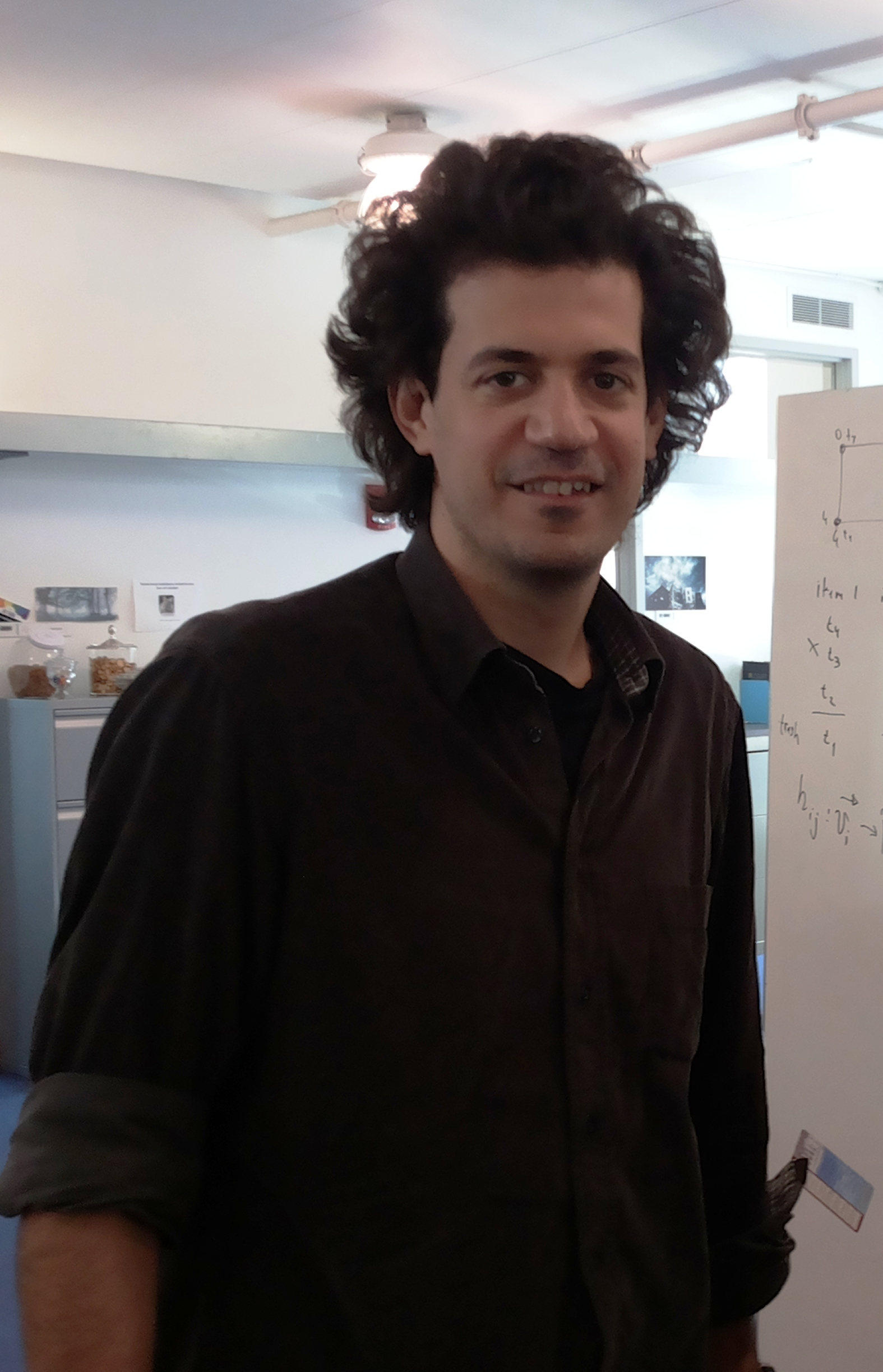
Constantinos Daskalakis (2014).

Constantinos Daskalakis (* 29. April 1981 in Athen) ist ein griechischer theoretischer Informatiker.
Daskalakis studierte an der Nationalen Technischen Universität in Athen mit dem Diplom in Elektrotechnik und Informatik 2004 und an der University of California, Berkeley, an der er 2008 bei Christos Papadimitriou promoviert wurde (The complexity of Nash equilibria). Als Post-Doktorand war er bei Jennifer Chayes bei Microsoft Research. Die Dissertation erhielt den ACM Dissertation Award. Seit 2015 ist er Professor am Massachusetts Institute of Technology (MIT) und am dortigen CSAIL.
Daskalakis befasst sich mit Komplexitätstheorie im Schnittfeld mit Spieltheorie, Wirtschaftswissenschaften, Stochastik und Maschinenlernen. Er löste lange offene Probleme über die Komplexität von Nash-Gleichgewichten in der Spieltheorie, die Komplexität von Auktionen und das Verhalten von Methoden des Maschinenlernens wie den Expectation-Maximizaton Algorithmus. Er fand auch effiziente Methoden für das Testen statistischer Hypothesen, Maschinenlernen in hohen Dimensionen und erzielte Resultate zur Struktur und den Konzentrationseigenschaften hochdimensionaler Verteilungen.
2010 war er Sloan Research Fellow und 2012 erhielt er die Microsoft Research Faculty Fellowship. 2008 erhielt er zusammen mit Paul W. Goldberg und Christos Papadimitriou den Kalai-Preis der Game Theory Society. 2018 erhielt er den Nevanlinna-Preis, den Google Faculty Research Award und den Simons Foundation Investigator Award. Ebenfalls für 2018 wurde ihm der Grace Murray Hopper Award zugesprochen.

## Schriften (Auswahl)
- mit C. Papadimitriou: Three-player games are hard, Electronic colloquium on computational complexity, Band 139, 2005, S. 81–87
- mit E. Mossel, S. Roch: Optimal phylogenetic reconstruction, Proceedings of the 38. Annual ACM Symposium on Theory of Computing (STOC), 2006 (und Probability Theory and Related Fields, Band 149, 2011, S. 149–189)
- mit Paul Goldberg, Christos Papadimitriou: The Complexity of Computing a Nash Equilibrium, 38th ACM Symposium on Theory of Computing (STOC), 2006, sowie SIAM Journal on Computing, Band 39, 2009, S. 195–259
- mit Goldberg, Papadimitriou: The complexity of computing a Nash equilibrium, Communications of the ACM, Band 52, Nr. 2, 2009, S. 89–97
- mit A. Mehta, C. Papadimitriou: Progress in approximate Nash equilibria, Proceedings of the 8th ACM Conference on Electronic Commerce, 2007, S. 355–358
- mit A. Mehta, C. Papadimitriou: A note on approximate Nash equilibria, Theoretical Computer Science, Band 410, 2009, S. 1581–1588
- mit Y. Cai, S. M. Weinberg: Optimal multi-dimensional mechanism design: Reducing revenue to welfare maximization, 53. Annual Symposium on Foundations of Computer Science (FOCS), 2012